# Radu Pamfil
Radu Pamfil (* 28. August 1951 in Baia Mare; † 22. März 2009) war ein rumänischer Fußballspieler.

## Sportlicher Werdegang
Pamfil spielte ab Ende der 1960er Jahre für Minerul Baia Mare in der Erwachsenenmannschaft, die seinerzeit vornehmlich in der zweiten Liga spielte. Mitte der 1970er Jahre wechselte er zu Dinamo Bukarest, blieb aber nur kurzzeitig beim Hauptstadtklub. Nach seiner Rückkehr zum mittlerweile als FC Baia Mare antretenden Klub wurde er eine der tragenden Säulen in der goldenen Ära des Vereins: 1978 stieg die Mannschaft in die Divizia A auf und platzierte sich zweimal in Folge unter den besten fünf Mannschaften. Zwar stieg der Verein anschließend wieder ab, erreichte aber im Landespokal in der Spielzeit 1981/82 das Endspiel gegen Pamfils ehemaligen Klub Dinamo. Bei der 2:3-Niederlage wirkte er über die komplette Spieldauer mit, trotz der Niederlage war die Mannschaft aufgrund des Doublegewinns des Gegners für den Europapokal der Pokalsieger 1982/83 qualifiziert. Dort schied die Mannschaft direkt in der ersten Runde gegen den späteren Finalisten Real Madrid aus.
Über den weiteren Werdegang Pamfils ist derzeit nichts bekannt.